# Velika loža Croatia
Velika loža Croatia, skraćeno VLC, bila je tradicionalna slobodnozidarska velika loža u Hrvatskoj. Osnovana je 2017. godine pod okriljem Velikog orijenta Hrvatske te iz njega istuplia nakon nekoliko mjeseci. U siječnju 2021. godine sve njene lože prešle su pod okrilje Reda "Le Droit Humain" u Hrvatskoj.

## Povijest
Velika loža "Stup ljepote" osnovana je 5. rujna 2017. godine u Zagrebu pod pokroviteljstvom Velikog orijenta Hrvatske. Na čelo lože izabran je Damir Pokupec, zagrebački odvjetnik i počasni konzul Rusije, kao veliki majstor.
Krajem 2017. godine dolazi do promjene imena u Velika loža Croatia, što je rezultat raskola unutar Velikog orijenta Hrvatske. Dio članova nije bio zadovoljan činjenicom da se hrvatskim slobodnim zidarima upravlja iz Beograda preko Velikog orijenta Srbije. Kao odgovor na to, uspostavili su ovu suverenu veliku ložu, čije članstvo uglavnom čine poslovni ljudi, obavještajni djelatnici i lokalni političari s desnim političkim uvjerenjima.
U siječnju 2021. godine svih pet loža pod okriljem Velike lože Croatia prelazi pod zaštitu Reda "Le Droit Humain" u Hrvatskoj.

## Ustroj
Sjedište Velike lože Croatia bilo je u Zagrebu. Ova velika loža jedna je od rijetkih velikih loža u Hrvatskoj koja je upisana u Registar udruga.
Veliki majstor Velike lože Croatia od 2017. do 2020. godine bio je Damir Pokupec.
U sastavu ove velike lože radilo je pet loža, među kojima i:
- Loža "Franjo Šeper", Osijek[4] – nosila naziv po Franji Šeperu, Osiječaninu, zagrebačkom nadbiskupu i kardinalu.

## Vanjske poveznice
- Velika loža Croatia na Amenkamen.com